# REFLEC BEAT (serie)
REFLEC BEAT, también abreviado como Rb, es una serie de videojuegos rítmico-musicales lanzados por BEMANI a partir de 2010. Consiste en tocar los círculos de colores sobre una pantalla táctil al ritmo de una canción cuando estas alcanzan la línea de juicio. Por lo general, el juego en sí, es parecido similar a un juego de hockey de aire.
Originalmente, sus entregas siempre han estado dirigidos para arcade. Sin embargo, también han salido versiones para iOS.

## Modo de juego
El objetivo principal es conseguir más puntaje que el adversario tocando las notas en su respectivo marcador. A estas notas se les conoce como Object (オブジェクト obujekuto?) (objeto en inglés). En la pantalla se visualizan dos marcadores posicionados en la parte inferior y superior, uno de color fucsia y el otro de celeste. Por lo general, el segundo jugador es por defecto un CPU controlado por el arcade, ya que es imposible que el usuario juegue por sí solo. Sin embargo, es posible jugar una partida con dos jugadores mediante máquinas vinculadas entre sí, o en el caso de las variantes para iPad, con dos jugadores en una sola tableta.

### Tipos de Objects

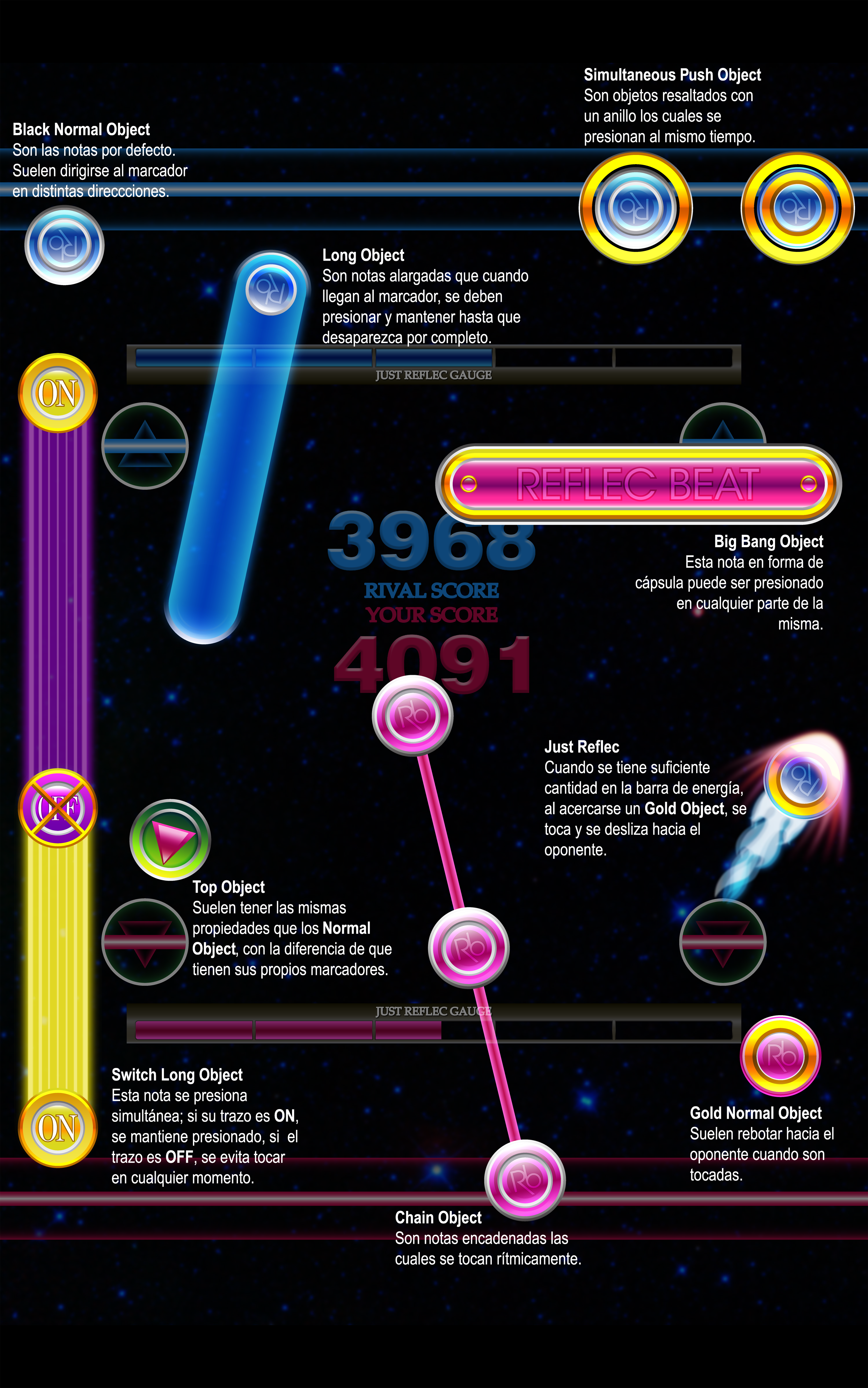
Cuadro explicativo sobre las notas del videojuego en general.

Todas las notas tienen diferentes formas de ejecución. Hay varios tipos de notas las cuales son:
- Black Normal Object (通常オブジェクト (BLACK)?):

Son notas de color fucsia o celeste con un borde negro u oscurecido. Estas se mueven directamente en una trayectoria aleatoria.
- Gold Normal Object (通常オブジェクト (GOLD)?):

Parecidos a los Black Objects, pero con un borde dorado. Estas notas son reflejadas hacia el contrincante cuanto son tocadas, además de ser las únicas las cuales pueden ser utilizadas para hacer el Just Reflec.
- Top Object (TOPオブジェクト?):

Similar a un objeto, pero de color verde y con una flecha de color fucsia o azul. A diferencia de los objetos comunes,  los jugadores deben tocar estas notas cuando estas alcanzan los marcadores circulares, las cuales están arriba del marcador lineal.
- Long Object (ロングオブジェクト?):

Son objetos los cuales son notas alargadas. Es decir, tienen un trazo largo. El jugador debe presionar y mantener hasta que el trazo haya llegado por completo al marcador.
- Top Long Object (TOPロングオブジェクト?): (Introducido en REFLEC BEAT limelight)

Es una nota alargada de color verde con una flecha de color fucsia o azul. En efecto, es una combinación de un Top Object y un Long Object.
- Chain Object (チェインオブジェクト?):

Consiste en una secuencia de Objects, (están compuestos por Normal Objects o Top Objects, pero jamás de ambos) los cuales están conectados por una línea. El punto de toque, y el tiempo de cada nota es la misma. por cada nota en la cadena. En algunos casos, la última nota de la cadena puede ser un Long Object.
- Simultaneous push Object (同時押しオブジェクト?):

Suelen ser dos o más notas, las cuales, están rodeados por un anillo. En efecto, son un indicador que se deben presionar al mismo tiempo cuando lleguen al marcador.
- Vertical Object (バーティカルオブジェクト?): (Introducido en REFLEC BEAT groovin'!!)

Estas notas no rebotan hacia los lados; van en línea recta. Pueden ser oscurecidos, o también dorados. Los dorados también pueden ser usados para ejecutar el Just Reflec. Pueden venir como notas normales, alargadas o como cadenas. A partir de la entrega REFLEC BEAT 悠久のリフレシア, su apariencia es similar a las notas comunes.
- Slide Object (スライドオブジェクト?): (Introducido en REFLEC BEAT VOLZZA)

Es un Long Object en forma de zigzag, el cual, una vez que se toca y mantiene presionado, su trazo debe ser seguido por el dedo del jugador dentro del marcador. Estas notas fueron eliminadas en su sucesor.
- Big Bang Object (ビッグバンオブジェクト?): (Introducido en REFLEC BEAT 悠久のリフレシア)

Un objeto grande en forma de barra alargada en horizontal y puede extenderse ½ de la anchura de la pantalla (⅓ si se juega en nivel Hard). El jugador puede tocar la nota en cualquier parte de la misma.
- Switch Long Object (スイッチロングオブジェクト?): (Introducido en REFLEC BEAT 悠久のリフレシア)

Un objeto extremadamente alargado en vertical que tiene una barra amarilla de nombre "ON" el cual debe mantenerse presionada, y una barra púrpura de nombre "OFF" con la que el jugador debe evitar contacto alguno.

## Lista de entregas
La siguiente lista muestra las entregas de la saga, incluyendo tanto versiones arcade como versiones para consola:

### Arcade
- REFLEC BEAT (4 de noviembre de 2010)[7]
- REFLEC BEAT limelight (16 de noviembre de 2011)[8]
- REFLEC BEAT colette (21 de noviembre de 2012)[9]
  - REFLEC BEAT colette -Winter- (21 de noviembre de 2012)
  - REFLEC BEAT colette -Spring- (18 de marzo de 2013)[10]
  - REFLEC BEAT colette -Summer- (19 de junio de 2013)[11]
  - REFLEC BEAT colette -Autumn- (18 de septiembre de 2013)[12]
  - REFLEC BEAT colette -All Seasons- (11 de diciembre de 2013)[13]
- REFLEC BEAT groovin'!! (4 de junio de 2014)[14]
  - REFLEC BEAT groovin'!! Upper (20 de noviembre de 2014)[15]
- REFLEC BEAT VOLZZA (28 de octubre de 2015)[16]
  - REFLEC BEAT VOLZZA 2 (24 de marzo de 2016)[17]
- REFLEC BEAT 悠久のリフレシア (1 de diciembre de 2016)[18]

### iOS
- REFLEC BEAT plus (24 de noviembre de 2011)[19]
- REFLEC BEAT +

## Calificación
Los jugadores son calificados de acuerdo con la precisión con la que tocan los Objetos, a la vez que incrementan su puntaje. La ejecución de las notas son catalogados con nombres que van desde Miss, pasando por Good, Great hasta Just. A medida que ganan puntos, la barra de Just Reflec se va llenando poco a poco los segmentos de la misma. Una vez que uno de las secciones se llenan por completo, el jugador puede tocar y deslizar el Objeto cuando llegue al marcador, y será reflejado hacia el oponente. A esta acción se le conoce como Just Reflec. Los Just Reflec otorgan puntos extra al quien los lanza, y una penalización mayor al adversario si este no lo atrapa.
Reflec beat tiene varios niveles de clasificasión, las cuales son los siguientes:
| Grado | Porcentaje requerido |
| ----- | -------------------- |
| AAA+  | 95.0%+               |
| AAA   | 90.0% - 94.9%        |
| AA    | 80.0% - 80.9%        |
| A     | 70.0% - 79.9%        |
| B     | 60.0% - 69.9%        |
| C     | 0.0% - 59.9%         |